# Chip Ganassi
Floyd „Chip” Ganassi Jr (ur. 24 maja 1958 roku w Pittsburghu) – amerykański kierowca wyścigowy. Właściciel i dyrektor zespołu Chip Ganassi Racing.

## Kariera
Ganassi rozpoczął karierę w międzynarodowych wyścigach samochodowych w 1981 roku od startów w Amerykańskiej Formule Super Vee, gdzie raz stanął na podium. Z dorobkiem 38 punktów uplasował się na szóstej pozycji w klasyfikacji generalnej. W późniejszych latach Amerykanin pojawiał się także w stawce USAC Gold Crown Championship, Champ Car, Indianapolis 500, IMSA Camel Lights, IMSA Camel GTP Championship, 24-godzinnego wyścigu Le Mans, 24-godzinnego wyścigu Daytona oraz World Sports-Prototype Championship.

## Wyniki w 24h Le Mans
| Rok  | Klasa | Nr | Opony | Samochód                                   | Zespół        | Partnerzy                      | Okr. | Poz. | Klasa Poz. |
| ---- | ----- | -- | ----- | ------------------------------------------ | ------------- | ------------------------------ | ---- | ---- | ---------- |
| 1987 | C1    | 62 | M     | Sauber C6 Mercedes-Benz M137 5.0L Turbo V8 | Kouros Racing | Johnny Dumfries Mike Thackwell | 37   | NU   | NU         |